# Donacoscaptes albimarginalis
Donacoscaptes albimarginalis là một loài bướm đêm trong họ Crambidae.